# Фінал кубка Італії з футболу 1965
Фінал Кубка Італії з футболу 1965 — фінальний матч розіграшу Кубка Італії сезону 1964—1965, в якому зустрічались «Ювентус» та «Інтернаціонале». Матч відбувся 29 серпня 1965 року на «Стадіо Олімпіко» в Римі.

## Шлях до фіналу
| Ювентус     | Ювентус                   | Раунд                            | Інтернаціонале | Інтернаціонале            |
| ----------- | ------------------------- | -------------------------------- | -------------- | ------------------------- |
| Суперник    | Результат                 | Кубок Італії з футболу 1964—1965 | Суперник       | Результат                 |
| Алессандрія | 2–1 на виїзді             | Перший раунд                     | -              | -                         |
| Брешія      | 1–0 вдома                 | Другий раунд                     | -              | -                         |
| Лекко       | 2–0 на виїзді             | Третій раунд                     | -              | -                         |
| Болонья     | 0–0 дч пен. 4-3 на виїзді | 1/4 фіналу                       | Кальярі        | 6–3 вдома                 |
| Торіно      | 1–0 вдома                 | 1/2 фіналу                       | Рома           | 2–2 дч пен. 8-6 на виїзді |

## Фінал
| 29 серпня 1965 |

| «Ювентус»     | 1:0 | «Інтернаціонале» |
| ------------- | --- | ---------------- |
| Менікеллі 14' |     |                  |

| «Стадіо Олімпіко», Рим Арбітр: Алессандро Д'Агостіні |

|                  |  |                      |  |
|                  |  |                      |  |
| В                |  | Роберто Андзолін     |  |
| З                |  | Адольфо Горі         |  |
| З                |  | Джанфранко Леончіні  |  |
| З                |  | Джанкарло Берчелліно |  |
| З                |  | Ернесто Кастано      |  |
| З                |  | Сандро Сальвадоре    |  |
| ПЗ               |  | Адольфо Горі         |  |
| ПЗ               |  | Карло Делломодарме   |  |
| ПЗ               |  | Луїс дель Соль 75'   |  |
| ПЗ               |  | Джампаоло Менікеллі  |  |
| Н                |  | Вінченцо Траспедіні  |  |
| Н                |  | Кінесіньйо           |  |
| Головний тренер: |  |                      |  |
| Еріберто Еррера  |  |                      |  |

|                  |  |                      |  |
|                  |  |                      |  |
| В                |  | Джуліано Сарті       |  |
| З                |  | Тарчізіо Бурньїч 75' |  |
| З                |  | Джачінто Факкетті    |  |
| З                |  | Арістіде Гварнері    |  |
| З                |  | Армандо Піккі        |  |
| ПЗ               |  | Джанфранко Бедін     |  |
| ПЗ               |  | Сандро Маццола       |  |
| ПЗ               |  | Маріо Корсо          |  |
| ПЗ               |  | Луїс Суарес          |  |
| Н                |  | Жаїр да Коста        |  |
| Н                |  | Хоакін Пейро         |  |
| Головний тренер: |  |                      |  |
| Еленіо Еррера    |  |                      |  |